# هوميكروفت (إنديانا)
هوميكروفت (بالإنجليزية: Homecroft, Indiana)‏ هي بلدة أمريكية تقع في الولايات المتحدة في مقاطعة ماريون، إنديانا. يقدر عدد سكانها بـ 722 نسمة ومساحتها 0.62 كم2 وترتفع عن سطح البحر 231 متر.

## التركيبة السكانية
قام مكتب تعداد الولايات المتحدة بتحديد بيانات التركيبة السكانية لهوميكروفت في تعداد الولايات المتحدة. في ما يلي، التركيبة السكانية حسب تعدادي 2000 و2010.

### تعداد عام 2000
بلغ عدد سكان هوميكروفت 751 نسمة بحسب تعداد عام 2000، وبلغ عدد الأسر 310 أسرة وعدد العائلات 227 عائلة مقيمة في البلدة.
وتوزع التركيب العرقي للبلدة بنسبة 98.67% من البيض و 0.40% من الأمريكيين ذوي الأصول الآسيوية و 0.13% من الأمريكيين الأفارقة و 0.53% من عرقين مختلطين أو أكثر.
بلغ عدد الأسر 310 أسرة كانت نسبة 26.8% منها لديها أطفال تحت سن الثامنة عشر تعيش معهم، وبلغت نسبة الأزواج القاطنين مع بعضهم البعض 63.9% من أصل المجموع الكلي للأسر، ونسبة 7.4% من الأسر كان لديها معيلات من الإناث دون وجود شريك، وكانت نسبة 26.5% من غير العائلات. تألفت نسبة 22.6% من أصل جميع الأسر من أفراد ونسبة 8.4% كانوا يعيش معهم شخص وحيد يبلغ من العمر 65 عاماً فما فوق. وبلغ متوسط حجم الأسرة المعيشية 2.81، أما متوسط حجم العائلات فبلغ 2.42.
بلغ العمر الوسطي للسكان 41 عاماً. وكانت نسبة 21.8% من القاطنين تحت سن الثامنة عشر، وكانت نسبة 6.4% بين الثامنة عشر والأربعة وعشرون عاماً، ونسبة 29.2% كانت واقعةً في الفئة العمرية ما بين الخامسة والعشرون حتى والأربعة وأربعون عاماً، ونسبة 29.0% كانت ما بين الخامسة والأربعون حتى الرابعة والستون، ونسبة 13.6% كانت ضمن فئة الخامسة والستون عاماً فما فوق. يوجد لكل 100 أنثى 101.3 ذكر، ويوجد لكل 100 أنثى في الثامنة عشر من عمرها فما فوق 92.5 ذكر.
بلغ متوسط دخل الأسرة في البلدة 60,156 دولار، أما متوسط دخل العائلة فبلغ 70,859 دولار. وكان متوسط دخل الذكور 51,563 دولار مقابل 38,194 دولار للإناث. وسجل دخل الفرد الخاص بالبلدة 28,888 دولار. وكانت نسبة 1.3% من العائلات ونسبة 2.1% من السكان تحت خط الفقر، وكان من هؤلاء نسبة 1.3% تحت سن الثامنة عشر ولا أحد منهم في الخامسة والستين من العمر وما فوق.

### تعداد عام 2010
بلغ عدد سكان هوميكروفت 722 نسمة بحسب تعداد عام 2010، وبلغ عدد الأسر 308 أسرة وعدد العائلات 214 عائلة مقيمة في البلدة. في حين سجلت الكثافة السكانية 3,008.3 نسمة لكل ميل مربع (1,161.5/كم2). وبلغ عدد الوحدات السكنية 323 وحدة بمتوسط كثافة قدره 1,345.8 لكل ميل مربع (519.6/كم2).
وتوزع التركيب العرقي للبلدة بنسبة 95.7% من البيض و 0.7% من الأمريكيين الأصليين و 0.7% من الأمريكيين ذوي الأصول الآسيوية و 0.8% من الأمريكيين الأفارقة و 1.5% من عرقين مختلطين أو أكثر.
بلغ عدد الأسر 308 أسرة كانت نسبة 28.2% منها لديها أطفال تحت سن الثامنة عشر تعيش معهم، وبلغت نسبة الأزواج القاطنين مع بعضهم البعض 55.2% من أصل المجموع الكلي للأسر، ونسبة 11.7% من الأسر كان لديها معيلات من الإناث دون وجود شريك، بينما كانت نسبة 2.6% من الأسر لديها معيلون من الذكور دون وجود شريكة وكانت نسبة 30.5% من غير العائلات. تألفت نسبة 26.3% من أصل جميع الأسر من أفراد ونسبة 8.5% كانوا يعيش معهم شخص وحيد يبلغ من العمر 65 عاماً فما فوق. وبلغ متوسط حجم الأسرة المعيشية 2.82، أما متوسط حجم العائلات فبلغ 2.34.
بلغ العمر الوسطي للسكان 41.2 عاماً. وكانت نسبة 21.6% من القاطنين تحت سن الثامنة عشر، وكانت نسبة 6.4% بين الثامنة عشر والأربعة وعشرون عاماً، ونسبة 27.2% كانت واقعةً في الفئة العمرية ما بين الخامسة والعشرون حتى والأربعة وأربعون عاماً، ونسبة 32.2% كانت ما بين الخامسة والأربعون حتى الرابعة والستون، ونسبة 12.7% كانت ضمن فئة الخامسة والستون عاماً فما فوق. وتوزع التركيب الجنسي للسكان بنسبة 46.7% ذكور و53.3% إناث.